# Colin Murray Turbayne
Colin Murray Turbayne (Tannymorel, 7 febbraio 1916 – Queensland, 16 maggio 2006) è stato un filosofo australiano e un'autorità riconosciuta a livello internazionale per gli scritti di George Berkeley. Ha trascorso la maggior parte dei suoi trentacinque anni di carriera accademica presso l'Università di Rochester ed era famoso come l'autore del libro The Myth of Metaphor.

## Biografia

### Primi anni
Turbayne nacque il 7 febbraio 1916 nella cittadina rurale di Tannymorel nel Queensland, in Australia. Suo padre David Livingston Turbayne era un banchiere e sua madre Alice Eva Rene Lahey discendeva da una delle prime famiglie di pionieri nel Queensland.
Colin ricevette la sua prima formazione alla Church of England Grammar School di Brisbane, dove si distinse sia come giocatore di cricket che come capo prefetto. Conseguì la laurea in lettere presso l'Università del Queensland a Brisbane, in Australia nel 1940, nonché un master nel 1946. Durante la seconda guerra mondiale lavorò per l'intelligence australiana nel teatro della guerra del Pacifico e prestò servizio come capo di stato maggiore per l'intelligence australiana con Douglas MacArthur in diversi teatri del Pacifico.
Nel 1940 sposò Ailsa Krimmer, quindi crebbe una famiglia di due ragazzi: Ron e John. Rimasero felicemente sposati per cinquantuno anni fino alla sua morte nel 1992.

### Studi accademici

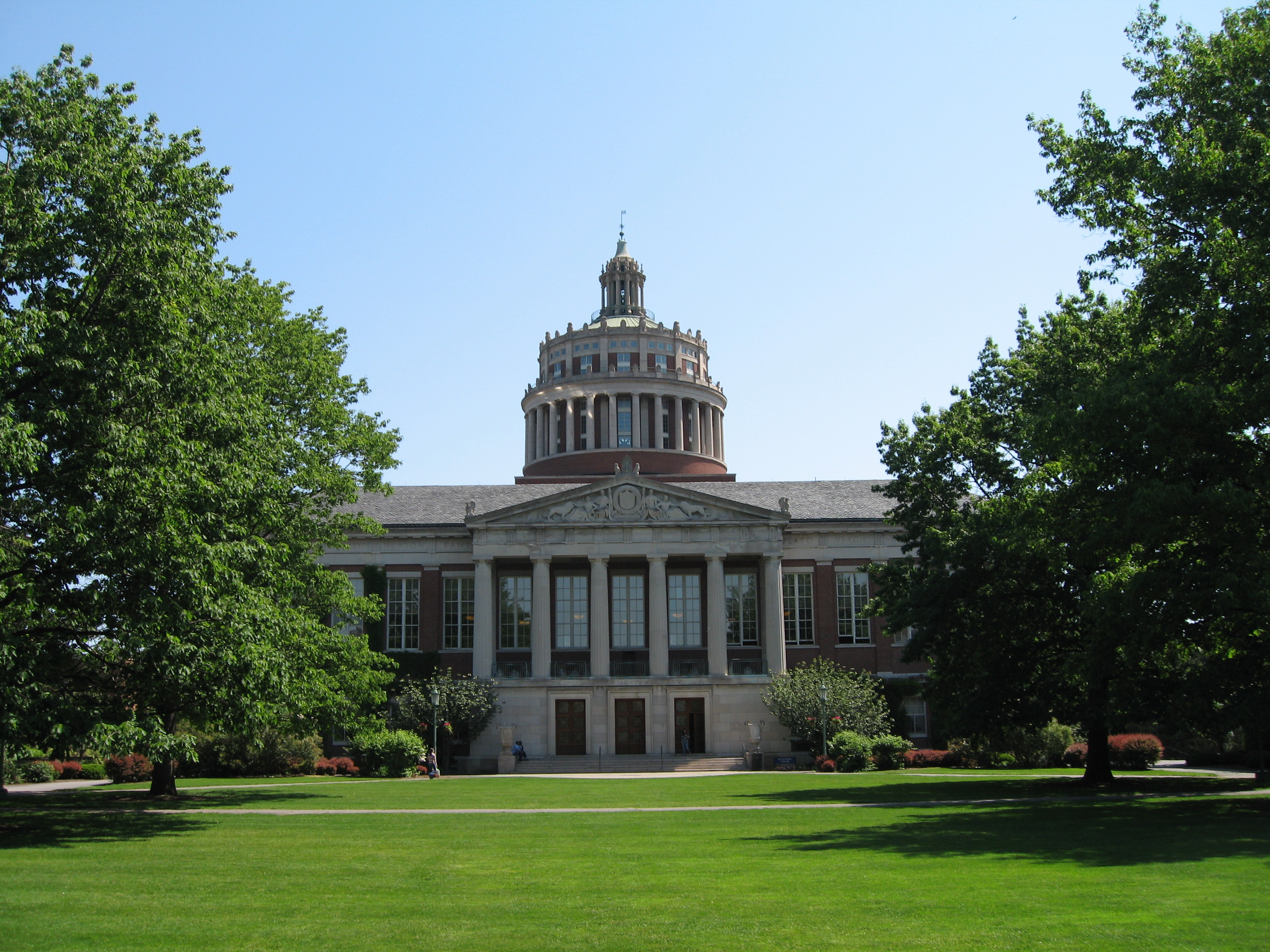
The Rush Rhees Library at University of Rochester

Dopo essere emigrato negli Stati Uniti al termine della seconda guerra mondiale nel 1947, intraprese gli studi universitari presso l'Università della Pennsylvania. Nel 1950 conseguì sia il master che il dottorato di ricerca in filosofia presso l'Università della Pennsylvania.
La tesi del suo dottorato di ricerca presso l'Università della Pennsylvania Constructions Versus Inferences in the Philosophy of Bertrand Russell, era incentrata sulle opere filosofiche del filosofo e logico britannico Bertrand Russell (1950). La sua tesi di dottorato presso l'Università del Queensland era concentrata sulla Berkeley's philosophy as embodied in his Commonplace book (1947) (Filosofia di Berkeley incarnata nel suo libro Commonplace).
Dopo il completamento dei suoi studi avanzati, Turbayne acquisì il suo primo incarico accademico come assistente professore di filosofia presso l'Università di Washington. Rimase in facoltà dal 1950 al 1955. Successivamente, dal 1955 al 1957, prestò servizio come assistente professore di Orazione presso l'Università della California - Berkeley. Poco dopo fu nominato Professore Associato di Filosofia presso l'Università di Rochester nel 1957. Poco tempo dopo, nel 1962, fu promosso a professore ordinario di filosofia e continuò a insegnare all'Università di Rochester fino alla sua nomina a professore emerito nel 1981.

### Lavori accademici
- Qui Colin Murray Turbayne alla University of Rochester nel 1965,  Colin Murray Turbayne , Dipartimento di Filosofia, su gf.org, Guggenheim Memorial Foundation. URL consultato il 19 novembre 2024.
- Que Online il libro di Colin Murray Turbayne The Myth of Metaphor:  Colin Murray Turbayne HahiTrust, "Il Mito della Metafora" di, Yale University Press, 1962, ISBN 0-87249-250-8. URL consultato il 19 novembre 2024.

Oltre prestare servizio come docente, Turbayne era un'autentica autorità ed un ricercatore sulle intuizioni filosofiche di George Berkeley. Nel corso degli anni ha curato molte delle opere e dei saggi di Berkeley, contribuendo nel contempo a sostenere l'interesse per le sue opere durante la metà del ventesimo secolo. Fu inoltre il primo commentatore a riconoscere l'importanza centrale della metafora nella filosofia di Berkeley. È molto noto per il suo libro The Myth of Metaphor, pubblicato nel 1962 dalla Yale University Press. Un revisore critico ha descritto questo lavoro come una "gradita aggiunta all'analisi del linguaggio metaforico".
Nel suo libro il Professor Turbayne sostiene che la metafora sarebbe necessariamente presente in qualsiasi lingua che possa pretendere di incarnare la ricchezza e la profondità della comprensione. Fornisce inoltre un'analisi critica delle semplicistiche rappresentazioni cartesiane e newtonianiste dell'universo come poco più di una "macchina", un concetto che è alla base di gran parte del materialismo scientifico che prevale nel mondo occidentale moderno. Fornisce anche la prova che il concetto filosofico di "sostanza materiale" o "substrato" ha un significato limitato nella migliore delle ipotesi e che l'uomo moderno è inconsapevolmente caduto vittima di un'interpretazione letterale non necessaria di uno dei tanti modelli metaforici potenzialmente benefici dell'universo.

### La teoria dello spazio
Un altro tema centrale di The Myth of Metaphor è l'analisi di Turbayne della teoria della visione di Berkelely e della sua teoria dello spazio rispetto alla meccanica newtoniana. Attraverso un'attenta analisi, Turbayne dimostra che la "metafora del linguaggio" di Berkeley fornisce una spiegazione più convincente di vari fenomeni naturali tra cui: il Caso Barroviano, il caso della luna orizzontale e il caso dell'immagine retinica invertita. Turbayne fornisce anche una rassegna dettagliata dello sforzo di Berkeley per dissipare l'uso confuso del linguaggio metaforico nella descrizione della mente e nella descrizione delle idee in generale attraverso l'uso improprio di ipotesi inizialmente sviluppate per spiegare tali eventi nel mondo fisico. Di conseguenza Turbayne è stato descritto come uno dei principali interpreti delle teorie della visione e del moto relativo di Berkeley, nonché del rapporto di Berkeley sia con Kant che con Hume.
Nel suo ultimo libro Metaphors for the Mind: The Creative Mind and Its Origins (1990), Turbayne illustra il modo in cui le tradizioni storiche del pensiero filosofico hanno contribuito ad accettare le teorie moderne del pensiero umano in generale e le teorie del linguaggio in particolare. Turbayne fornisce una revisione approfondita dei primi scritti filosofici sia di Platone che di Aristotele, mentre illustra il modo in cui le metafore platoniche hanno influenzato le opere sia di Berkeley che di Immanuel Kant. Dimostra inoltre il modo in cui il modello di procreazione di Platone delineato nel suo Timeo ha influenzato le moderne teorie del pensiero e del linguaggio. Conclude tentando di ripristinare il modello originale che descrive una mente in cui sia l'emisfero femminile che quello maschile funzionano di concerto per partecipare all'atto della creazione. Un revisore critico del libro ha notato che contiene materiale interessante che probabilmente provocherà e sorprenderà i suoi lettori.

### La Teoria della mente universale
Nel suo saggio "Berkeley's Two Concepts of Mind" (1959), Turbayne sostiene che Berkeley sostenne diplomaticamente due diverse teorie della mente. Si riferisce alla prima come alla "teoria ufficiale" di Berkeley, che intendeva per presentazioni pubbliche. Si riferisce alla seconda teoria come alla "teoria segreta" di Berkeley che ha conservato nei suoi pensieri privati. Come prova, Turbayne indica le pagine finali del taccuino personale di Berkeley Philosophical Commentaries. Qui Berkeley fornisce indizi secondo cui potrebbe abbandonare il concetto di una "sostanza pensante, qualcosa di sconosciuto" universale (687) o "la sostanza dello Spirito che non conosciamo, non essendo conoscibile" (701). Come nota Turbayne, Berkeley sostenne pubblicamente dottrine compatibili con la teologia cristiana nel tentativo di "usare la massima cautela per non offrire la minima offesa alla Chiesa o agli uomini di Chiesa (715)". In questa prospettiva, la difesa pubblica di Berkeley dei termini "sostanza mentale" e Dio doveva essere interpretata puramente in un senso metaforico piuttosto che come espressione letterale delle sue convinzioni filosofiche private.  In breve, "Berkeley aveva una concezione puramente sostanzialista della mente, confermata dalle sue dichiarazioni private".

### Fenomenismo e Materialismo
Turbayne è stato descritto come un assertore convinto del Fenomenismo, oltre che scettico sulla validità del Materialismo. Inoltre è stato citato a sostegno dell'opinione secondo cui le metafore sono propriamente caratterizzate come "errori categorici" che possono portare un utente ignaro a un considerevole offuscamento del pensiero.
All'inizio degli anni '90 Colin M. Turbayne e sua moglie hanno istituito un concorso International Berkeley Essay Prize in collaborazione con il Dipartimento di Filosofia dell'Università di Rochester per incoraggiare la ricerca continua sulle opere di Berkeley da parte di aspiranti giovani studiosi.
Tra gli studenti più di spicco di Colin Murray Turbayne figura Paul J. Olscamp, Presidente emerito della Bowling Green State University e Western Washington University.

### Onorificenze
Durante la sua lunga carriera accademica Turbayne è stato un noto Fulbright Fellow (1963) e nel 1965 ha ricevuto una Borsa di studio Guggenheim. Nel 1959 e nel 1966 ha ricevuto sovvenzioni dall'American Council of Learned Societies per i suoi contributi al loro progetto sulla struttura linguistica della mente. Nel 1979 è stato premiato come Senior Fellow dal National Endowment for the Humanities (NEH). Ha inoltre ricevuto un dottorato onorario in lettere umane presso la Bowling Green State University. È stato citato in Who's Who in the World 1982-1983 di Marquis. così come Who was Who in America nel 2010.
Le lezioni filosofiche di Turbayne all'Università di Rochester erano spesso punteggiate da rievocazioni illustrative di scene del dramma shakespeariano per illustrare le sue argomentazioni. Non era affatto insolito per lui apparire davanti ai suoi studenti durante le lezioni vestito con mantello e pugnale citando la commovente scena di MacBeth: "È un pugnale quello che vedo davanti a me..?" per illustrare l'uso della metafora. Era considerato un maestro interrogatore socratico che guidava gentilmente i suoi studenti alla giusta conclusione. Era anche noto per il suo abile uso della reductio ad absurdum nelle sue lezioni. Le standing ovation dei suoi grati studenti erano all'ordine del giorno durante la sua lunga permanenza all'Università.

### Morte
Colin Murray Turbayne morì il 16 maggio 2006 nel Queensland, in Australia, all'età di 90 anni. Ha lasciato due figli e due nipoti.

## Pubblicazioni
- Pubblicazioni selezionate di Colin Murray Turbayne su Archive.org
- Pubblicazioni di Turbayne di ''Two Concepts of Mind di Berkeley'' (1959) su JSTOR.org
- Pubblicazioni di Turbayne di ''Two Concepts of Mind di Berkeley Parte II'' (1962) su STOR.org
- Turbayne, Colin Murray, ed. Three Dialogues between Hylas and Philonous, George Berkeley. New York & Indianapolis, 1954[2]
- Turbayne, Colin Murray. "Berkeley and Russell On Space"- Dialectica, Vol. 8, No. 3, September, 1954, pp. 210–227.[41]
- Turbayne, Colin Murray, ed. A Treatise Concerning the Principles of Human Knowledge George Berkeley, New York, 1957[2]
- C. M. Turbayne, Berkeley's Two Concepts of Mind, in Philosophy and Phenomenological Research, vol. 20, n. 1, Sep 1959,  pp. 85-92, DOI:10.2307/2104957, JSTOR 2104957. 
 Repr. in  Gale Engle e Gabriele Taylor, Berkeley's Principles of Human Knowledge: Critical Studies, Belmont, CA, Wadsworth, 1968,  pp. 24–33. In this collection of essays, Turbayne’s work comprised two papers that had been published in Philosophy and Phenomenological Research:
  - "Berkeley’s Two Concepts of Mind"
  - C. Turbayne’s reply to S.A. Grave "A Note on Berkeley’s Conception of the Mind" (Philosophy and Phenomenological Research, 1962, vol. 22, No. 4).
- Turbayne C. M. A Bibliography of George Berkeley 1963-1979 // Berkeley: Critical and Interpretive Essays.  Ed. by C. M. Turbayne. Manchester, 1982. ISBN 978-0-8166-1065-5 pp. 313–329.
- Turbayne, Colin Murray, and Robert Ware. "A Bibliography of George Berkeley, 1933-1962." Journal of Philosophy 60 (1963):93-112.
- Turbayne, Colin Murray, ed. Works on Vision George Berkeley, Indianapolis, 1963[2]
- Turbayne, Colin Murray, ed. Principles, Dialogues and Philosophical Correspondence, George Berkeley. Prentice Hall Vol. 208 of Library of Liberal Arts 1965, ISBN 0024216003.[42]
- Turbayne, Colin Murray. "The Origin of Berkeley's Paradoxes." In Steinkraus, Warren E., ed. New Studies in Berkeley's Philosophy. New York: Holt, Rinehart and Winston, 1966. Foreword by Brand Blanshard. pp. 31–42.
- Turbayne, Colin Murray. "Visual Language from the Verbal Model." Visible Language 3 (1969):345-70
- Turbayne, Colin Murray, ed. Berkeley: Principles of Human Knowledge, Text and Critical Essays. Indianapolis: Bobbs-Merrill, 1970.
Reviewed by G. P. Conroy. Journal of the History of Philosophy 9 (1971): 510-12; J. M. Beyssade. Études philosophiques 4 (1970):523-26.
- Turbayne, Colin Murray. "Berkeley's Metaphysical Grammar." In Turbayne. Berkeley, Principles … Text and Critical Essays. 1970. pp. 3–36.
- Turbayne, Colin Murray "Visual Language", ETC: A Review of General Semantics Vol. 28, No. 1. March 1971. pp.51-58.[43]
- Turbayne, Colin Murray. The Myth of Metaphor. With forewords by Morse Peckham and Foster Tait and appendix by Rolf Eberle. Columbia, S. C: University of South Carolina Press, 1970. Rev. of 1962 ed. Spanish ed., Fondo de Cultura Economica, Mexico, 1974. Reviewed by Paul J. Olscamp "The Philosophical Importance of С. M. Turbayne's The Myth of Metaphor." International Philosophical Quarterly 6 (1966): 110-31.
- Turbayne, С. M., and R. Appelbaum. "A Bibliography of George Berkeley, 1963-1974." Journal of the History of Philosophy 15 (1977):83-95.
- Turbayne, Colin M. "Grosseteste and an Ancient Optical Principle", Isis 50 (1959): 467-72.
- Turbayne, Colin M., ed., Berkeley. Critical and interpretive essays. Minneapolis: University of Minnesota Press, 1982.
- Turbayne, Colin M. "Hume’s Influence on Berkeley." Revue internationale de philosophie 154 (1985): 259-69.
- Turbayne, Colin M. Metaphors for the Mind. The Creative Mind and its Origin. Columbia, South Carolina: University of South Carolina Press, 1991.

## Affiliazioni professionali
Colin Murray Turbayne era un membro attivo sia dell'American Philosophical Association che dell'American Association of University Professors.